# 11481 Знання
11481 Знання́ (11481 Znannya) — астероїд головного поясу, відкритий 22 листопада 1987 року.
Тіссеранів параметр щодо Юпітера — 3,418.
Названо на честь наукового товариства «Знання», яке було засновано 1948 року українським астрономом Сергієм Костянтиновичем Всехсвятським та іншими науковцями.